# Hyalonema agassizi
Hyalonema agassizi är en svampdjursart som beskrevs av Lendenfeld 1915. Hyalonema agassizi ingår i släktet Hyalonema och familjen Hyalonematidae. Inga underarter finns listade i Catalogue of Life.